# Kostromka, Velîka Oleksandrivka
Kostromka (în ucraineană Костромка) este un sat în comuna Bruskînske din raionul Velîka Oleksandrivka, regiunea Herson, Ucraina.

## Demografie
Componența lingvistică a localității Kostromka
     Ucraineană (95,58%)
     Rusă (3,31%)
     Română (1,1%)
Conform recensământului din 2001, majoritatea populației localității Kostromka era vorbitoare de ucraineană (95,58%), existând în minoritate și vorbitori de rusă (3,31%) și română (1,1%).